# Repubblica di Zamboanga
La Repubblica di Zamboanga fu un breve repubblica sovrana fondata dal generale Vicente Alvarez con le sue Forze Rivoluzionarie di Zamboangueño dopo la resa ufficiale del governo spagnolo a Zamboanga e la sua concessione di Real Fuerza de Nuestra Señora La Virgen del Pilar de Zaragoza a Vicente Álvarez in persona il mese di maggio del 1899. Il 28 maggio 1899, Vicente Álvarez si proclamò come indipendente e divenne il primo e ultimo presidente eletto della repubblica.

## Storia

### Fondazione e fine del dominio spagnolo
Il 28 febbraio 1899, in una casa a Santa Maria venne organizzato un governo rivoluzionario, del quale il generale Vicente Alvarez fu eletto presidente, nonché comandante in capo provvisorio; Alvarez progettò di conquistare Fort Pilar, l'ultima roccaforte spagnola nelle Filippine.
La repubblica venne formalmente fondata il 18 maggio 1899, con la resa del Forte di Pilar alle forze di Alvarez. Cinque giorni dopo, il 23 maggio, gli spagnoli evacuarono la città di Zamboanga, dopo aver dato alle fiamme gran parte della città, come rappresaglia alla rivolta degli Zamboangueños contro di loro.

### Occupazione statunitense
Il ruolo del generale Álvarez come presidente ebbe breve durata, in quanto il comandante di Tetuan, Isidro Midel, cooperò con gli americani in cambio della presidenza con la sua coorte Datu Mandi. Ordinò quindi l'assassinio del maggiore Melanio Calixto, comandante pro tempore di Zamboanga, in quanto Álvarez si era recato a Basilan per reclutare nuovi uomini. Il 16 novembre 1899, Midel sventolò la bandiera bianca su Forte Pilar per segnalare alle forze americane d'occupazione di entrare nel forte, il che causò la fine del governo di Álvarez, che fu quindi costretto a fuggire prima nella vicina città di Mercedes, poi nell'isola di Basilan, dove si nascose. 
Nel mese di dicembre 1899, il capitano Pratt del 23º Fanteria Statunitense arrivò a Zamboanga e prese possesso di Forte Pilar. 
La nascente repubblica divenne pertanto un protettorato statunitense, di cui Midel fu un governante fantoccio, mantenendo tale carica per circa sedici mesi.

### Declino e fine della Repubblica
Nel marzo del 1901, gli americani permisero che nella repubblica si tenesse un'elezione, a seguito della quale Mariano Arquiza fu eletto come successore di Midel come nuovo presidente della Repubblica di Zamboanga. 
Tuttavia, il governo di Arquiza non esercitò un'autorità effettiva su Zamboanga e la repubblica, nel marzo del 1903, venne soppressa. 
Il governo coloniale americano stabilì che Zamboanga fosse il capoluogo della nuova provincia di Moro, nuova entità politica di Mindanao, di cui il Brigadiere Generale Leonard Wood divenne governatore.

## Lista dei presidenti
1. Vicente Álvarez (1899 - 1899)
2. Isidoro Midel (1899 - 1901)
3. Mariano Arquiza (1901 - 1903)

## Eredità

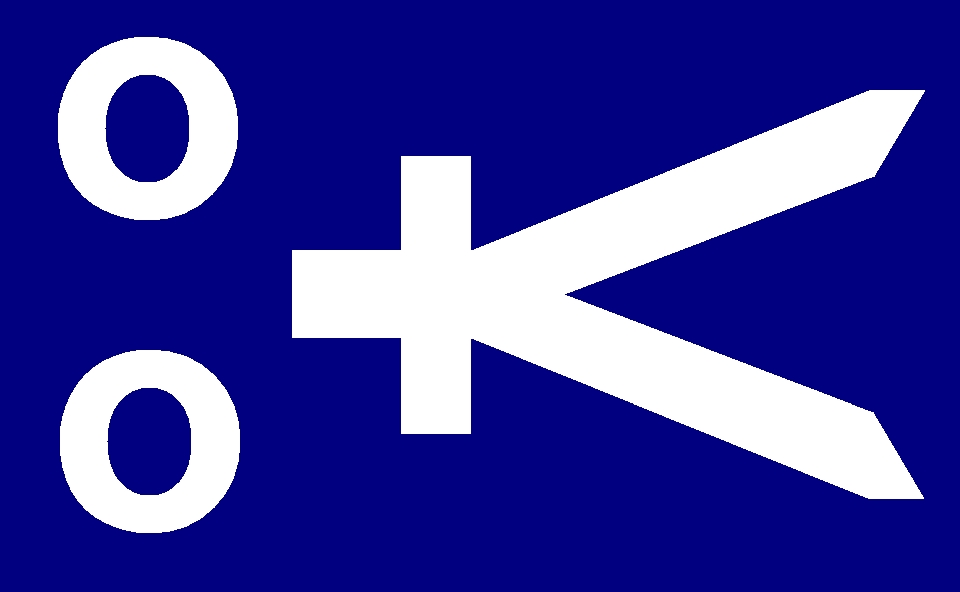
Bandiera attribuita all'"Insurrezione Filippina", e speculativamente alla Repubblica di Zamboanga.

La Repubblica di Zamboanga durante il governo del presidente Álvarez vantava diritti territoriali sulle isole di Mindanao, Basilan e Sulu, comprendendo tutte le isole meridionali delle Filippine durante la guerra tra gli Spagnoli, gli Americani e i nativi di quelle isole. 
La reale sovranità della Repubblica, però, si estendeva solo agli attuali confini della città di Zamboanga.